# Blatné Remety
Blatné Remety este o comună slovacă, aflată în districtul Sobrance din regiunea Košice. Localitatea se află la altitudinea de 103 m deasupra n.m., se întinde pe o suprafață de 6,23 km2 și în 2017 număra 686 de locuitori.

## Istoric
Localitatea Blatné Remety este atestată documentar din 1340.

## Demografie
| An:                | 1994 | 2004    | 2014    | 2024   |
| ------------------ | ---- | ------- | ------- | ------ |
| Număr de persoane: | 445  | 503     | 663     | 626    |
| Diferență:         |      | +13,03% | +31,80% | −5,58% |

| An:                | 2023 | 2024   |
| ------------------ | ---- | ------ |
| Număr de persoane: | 619  | 626    |
| Diferență:         |      | +1,13% |